# Klassisk musik
 For alternative betydninger, se Klassisk musik (flertydig). (Se også artikler, som begynder med Klassisk musik)
Klassisk musik refererer generelt til kunstmusik fra den vestlige verden, som anses for at være adskilt fra vestlig folkemusik og populærmusik. Betegnelsen vestlig klassisk musik bruges nogle gange for at adskille den fra ikke-vestlige kunstmusiktraditioner, da "klassisk musik" også kan dække over disse. Klassisk musik kendetegnes ofte ved formel struktur og kompleksitet i både musikalisk form og harmonisk opbygning, særligt gennem brugen af flerstemmighed. Musikken har, siden mindst det 9. århundrede, primært eksisteret som en nedskrevet tradition, hvilket har ført til udviklingen af et avanceret nodesystem samt tilhørende litteratur inden for analytiske, kritiske, historieskrivende, musikvidenskabelige og filosofiske praksisser. Som en grundpille i vestlig kultur ses klassisk musik ofte i lyset af individuelle komponister eller komponistgrupper, hvis værker, personligheder og idéer har været afgørende for dens udvikling.[kilde mangler]
Musikken udspringer fra kirkelig og hoflig mæcenat i Vesteuropa, og det tidligste bevarede middelaldermusik er hovedsageligt religiøs, enstemmig og vokal, stærkt præget af musikken i det antikke Grækenland og Rom, som har påvirket teori og tankegang. De ældste kendte manuskripter stammer fra Det karolingiske rige (800–888), hvor gregoriansk sang begyndte at samle de forskellige vestlige koralsangtraditioner. Musikalske centre opstod ved klosteret i Sankt Gallen, klosteret Saint Martial og Sankt Emmerams kloster, mens 1000-tallet bragte nodelinjesystemet og større produktion fra middelalderens musikteoretikere. I midten af 1100-tallet blev Frankrig Europas førende musikcenter: den religiøse Notre-Dame-skolen udforskede for første gang rytmiske mønstre og flerstemmighed på en organiseret måde, mens verdslig musik blomstrede gennem troubadour- og trouvère-traditionerne, som ofte blev båret af adelsmænd, der selv var digtere og musikere. Dette kulminerede i den hofstøttede franske ars nova og den italienske Trecento, som videreudvikledes til ars subtilior, en stilart kendetegnet ved ekstrem rytmisk variation. Fra begyndelsen af 1400-tallet videreførte renæssancemusikkomponister fra den betydningsfulde franko-flamske skole de harmoniske principper fra den engelske contenance angloise, og hævede det vokale niveau for messe og motet. Norditalien blev herefter centrum for musikudvikling, hvor den romerske skole forfinede flerklangsteknikker i former som madrigal, hvilket inspirerede den kortlivede engelske madrigalskole.
Barokmusikken (1580–1750) introducerede en vis standardisering af tonaliteten, og instrumentalmusik fik større betydning og udviklede sig til store ensembler. Italien forblev førende og blev arnested for operaens fødsel, den solistcentrerede koncertform, den organiserede sonatestruktur samt de omfattende vokalformer oratorium og kantate. Teknikken fuga, som Johann Sebastian Bach mestrede, eksemplificerede barokkens forkærlighed for kompleksitet, hvilket affødte reaktioner i form af de enklere, sangbare stilarter galant stil og empfindsamkeit. I den kortere, men afgørende klassiske periode (1730–1820) skabte komponister som Wolfgang Amadeus Mozart, Joseph Haydn og Ludwig van Beethoven berømte værker inden for absolut musik, herunder symfonier, strygekvartetter og koncertværker. Den efterfølgende romantiske musik (1800–1910) lagde vægt på programmusik, hvor lied, symfonisk digt og forskellige klavergenrer var vigtige medier. Denne periode dyrkede virtuositet, storladne formater og kombinerede filosofi og musikalsk nationalisme – alt sammen elementer, der kom til udtryk i operaerne af Richard Wagner.
I det 20. århundrede opløstes den stilistiske ensartethed gradvist, mens popmusik fik en mere dominerende rolle. Mange komponister tog afstand fra tidligere teknikker og former i modernismens navn; nogle opgav tonalitet til fordel for serialisme, mens andre lod sig inspirere af folkemelodier eller impressionistiske idéer. Efter Anden Verdenskrig foretrak publikum for første gang ældre værker frem for nyere kompositioner, en præference som blev styrket af kommercielle indspilningers udbredelse. Tendenser fra midten af det 20. århundrede og frem til i dag inkluderer Ny enkelhed, Ny kompleksitet, minimalmusik, spektralmusik samt nyere strømninger som postmodernistisk musik og postminimalisme. Klassisk musik er blevet stadig mere global med vigtige aktører fra Amerika, Afrika og Asien, mens symfoniorkestere og operahuse i dag findes over hele verden.
Klassisk musik opfattes normalt også som en modsætning til rytmisk musik (jazz og rock).

## Terminologi og definition

### Ideologiske oprindelser
Både det engelske ord classical og det tyske modstykke Klassik stammer fra det franske classique, som igen er afledt af det latinske classicus. Dette latinske ord henviste oprindeligt til den højeste samfundsklasse blandt borgere i det antikke Rom. I romersk anvendelse blev begrebet senere anvendt til at adskille højt ansete litterære figurer; den romerske forfatter Aulus Gellius omtalte forfattere som Demosthenes og Vergil som classicus. I løbet af Renæssancen havde adjektivet fået en mere generel betydning: en indgang i Randle Cotgraves ordbog fra 1611, A Dictionarie of the French and English Tongues, er blandt de tidligste kendte definitioner, hvor classique oversættes som "klassisk, formel, ordentlig, i passende eller korrekt rækkefølge; også godkendt, autentisk, førende, væsentlig". Musikforskeren Daniel Heartz sammenfatter dette til to betydninger: 1) en "formel disciplin" og 2) et "forbillede for udmærkelse". Ligesom Gellius anvendte senere renæssancelærde, der skrev på latin, ordet classicus om forfattere fra klassisk oldtid; dog udviklede denne betydning sig langsomt og var i nogen tid underordnet de bredere klassiske idealer om form og udmærkelse. Litteratur og billedkunst—hvor der fandtes mange overleverede græske og romerske værker—kom efterhånden til at bruge betegnelsen "klassisk" i relation til den klassiske oldtid, men næsten ingen musik fra den tid var tilgængelig for renæssancens musikere, hvilket begrænsede forbindelsen mellem klassisk musik og Den græsk-romerske verden.
Det var i 1700-tallets England, at betegnelsen 'klassisk' "først kom til at betegne en bestemt kanon af værker i opførelse". London havde udviklet en betydelig offentlig koncertscene, uden sidestykke i andre europæiske byer. Det kongelige hof havde gradvist mistet sit monopol på musik, i høj grad som følge af den ustabilitet, som Englands Commonwealths opløsning og den Glorværdige revolution medførte for hofmusikerne. I 1672 begyndte den tidligere hofmusiker John Banister at afholde populære offentlige koncerter på en kro i London; hans succes banede vejen for offentlig koncertkultur i London. Opfattelsen af "klassisk"—eller oftere "gammel musik"—opstod, stadig baseret på principperne om form og udmærkelse, og ifølge Heartz spillede "borgerlig ritual, religion og moralsk aktivisme en væsentlig rolle i denne nye musiksmag". Fremførelsen af denne slags musik blev specialiseret af Det oprindelige Akademi for Gammel Musik og senere ved Koncerter for Antik Musik, hvor udvalgte komponister fra det 16. og 17. århundrede blev fremført, især Georg Friedrich Händel. I Frankrig oplevede landet under Ludvig 14. (r. 1638–1715) en kulturel blomstring, og mod slutningen af hans regeringstid blev forfattere som Molière, Jean de La Fontaine og Jean Racine anset for at have overgået oldtidens storværker. De blev derfor betegnet som "klassiske", ligesom musikken af Jean-Baptiste Lully (og senere Christoph Willibald Gluck) blev omtalt som "klassisk fransk opera". I det øvrige kontinentaleuropa skete afvisningen af at sidestille "klassisk" med den græsk-romerske verden langsommere, primært fordi dannelsen af musikalske kanoner var minimal eller forbeholdt overklassen.
Mange europæiske kommentatorer i begyndelsen af 1800-tallet begyndte at samles omkring en fælles forståelse af begrebet klassisk musik: at kontrastere de ældre komponister Wolfgang Amadeus Mozart, Joseph Haydn og – med undtagelse af nogle af Beethovens senere værker – Ludwig van Beethoven mod den fremvoksende stil kendt som Romantisk musik. Disse tre komponister blev især samlet under betegnelsen Den første wienske skole, også kaldet de "wienske klassikere", hvilket dog er en sammenslutning, der til tider anses som problematisk, eftersom ingen af de tre var født i Wien, og både Haydn og Mozarts tid i byen var begrænset.
Selvom dette var en ofte fremført karakterisering, var det ikke en streng definition. I 1879 definerede komponisten Charles Kensington Salaman følgende komponister som klassiske: Bach, Händel, Haydn, Mozart, Beethoven, Weber, Spohr og Mendelssohn.
Mere generelt anvendte nogle forfattere betegnelsen "klassisk" som en ros til anerkendte værker fra forskellige komponister – især dem, der havde skabt mange værker inden for etablerede genrer.

### Nutidig forståelse
I dag er begrebet "klassisk musik" stadig uklart og har mange betydninger. Udtryk som "kunstmusik", "kanonisk musik", "dyrket musik" og "seriøs musik" bruges ofte som synonymer. Udtrykket "klassisk musik" henviser ofte (implicit eller eksplicit) kun til den vestlige verden, og samtidig udelukker mange akademiske fremstillinger af "vestlig musik" alt, der ikke er klassisk musik fra Vesten.
En yderligere kompleksitet opstår, når begrebet "klassisk musik" bruges om ikke-vestlig kunstmusik, som udviser lignende langvarige og komplekse karakteristika. Eksempler på dette er Indisk klassisk musik (herunder karnatisk musik, hindustansk musik og odissi-musik), Gamelanmusik samt forskellige musikalske stilarter fra kejserhoffet i Kina. Derfor begyndte man i slutningen af det 20. århundrede at bruge begreber som "vestlig klassisk musik" og "vestlig kunstmusik" for at præcisere betydningen. Musikforskeren Ralph P. Locke påpeger dog, at ingen af disse betegnelser er helt dækkende, da de skaber en "interessant komplikation", når man f.eks. ser på komponister inden for vestlig kunstmusik, som kommer fra ikke-vestlige kulturer.
Kendetegn som kompleks musikform og avanceret harmonisk struktur er almindelige træk ved klassisk musik. Oxford English Dictionary (OED) tilbyder tre definitioner af ordet "klassisk" i relation til musik:
1. "anerkendt for sin kvalitet og fortræffelighed"
2. "vedrørende en formel musiktradition, i modsætning til populær- eller folkemusik"
3. og mere specifikt, "vedrørende europæisk formel musik fra slutningen af det 18. til begyndelsen af det 19. århundrede, kendetegnet ved harmoni, balance og overholdelse af etablerede kompositionsformer".

Den sidste definition henviser til det, der i dag omtales som den klassiske periode, en særlig stilistisk epoke i europæisk musik, som strakte sig fra midten af det 18. århundrede til begyndelsen af det 19. århundrede.

## Historie

### Oprindelse
Den vestlige klassiske tradition har sine formelle rødder i musik skabt af og for den tidlige kristne kirke. Det antages, at de første kristne ønskede at distancere sig fra den fremherskende græske og romerske musik, eftersom disse traditioner var tæt forbundet med hedensk religion, som kristendommen både havde forfulgt og selv været forfulgt af. Dette gør det vanskeligt at fastslå præcist, hvor meget den kristne kirkemusik – og dermed hele den klassiske musikarv – er blevet påvirket af tidligere antikke musiktraditioner. Dog blev holdningerne til musikkens rolle i samfundet i høj grad formet af græske og romerske tænkere og musikteoretikere.
Ligesom i den græsk-romerske verden blev musik i middelalderen betragtet som en grundsten i dannelsen; sammen med aritmetik, geometri og astronomi udgjorde musik de fire fag i quadrivium, den højere del af en klassisk liberal kunstuddannelse i Middelalderen. Denne opfattelse blev især fremmet af lærde som Cassiodorus, Isidor af Sevilla, og særligt Boethius, hvis bearbejdelse og videreformidling af musikopfattelser fra Pythagoras, Aristoteles og Platon fik stor betydning for middelalderens musikforståelse. Imidlertid blev græske og romerske skrifter ofte misforstået af både middelalderens teoretikere og komponister. Det skyldtes blandt andet, at næsten ingen antikke musikværker overlevede til middelalderen, hvilket førte til udsagn som det fra Isidor af Sevilla (ca. 559–636): "hvis lyde ikke huskes af mennesker, går de tabt, for de kan ikke nedskrives" – uvidende om de sofistikerede notationsteknikker, som de gamle grækere havde udviklet flere århundreder tidligere. Musikforskeren Gustave Reese bemærker dog, at selvom middelalderens læsninger ofte var fejlagtige, så havde de græsk-romerske tekster stadig væsentlig indflydelse på udviklingen af den klassiske musik.
Ikke desto mindre er visse grundlæggende musikalske træk fra Antikken tydeligt videreført. Elementer som monofoni, improvisation og tekstens primære rolle i musikken var karakteristisk både for den tidlige middelaldermusik og musikken i stort set alle antikke civilisationer. Græsk arv kan også spores i udviklingen af kirketonearter – efterkommere af systemer etableret af Aristoxenos og Pythagoras – samt i teorier om klang og tonehøjde såsom pythagoræisk stemning, og brugen af tetrachorder som grundlæggende struktur. Instrumenter som den græske aulos (et rørbladsinstrument) og lyren (et strengeinstrument i familie med harpen) udviklede sig desuden til flere af de instrumenter, der i dag anvendes i symfoniorkestre. Dog advarer Donald Jay Grout mod at betragte udviklingen som en direkte musikalsk linje fra antikken til middelalderen, da forbindelsen hovedsageligt består i teoretisk arv og ikke praktisk udførelse.

#### Middelalder
Middelaldermusik dækker den vesterlandske europæiske musik i tiden efter det Vestromerske riges fald i år 476 og frem til omkring år 1400. Den dominerende form var enstemmig sang, også kendt som gregoriansk sang eller plainsang, frem til omkring år 1100. Kristne munke udviklede de første systemer for musiknotation i Europa med det formål at ensrette liturgien i hele Kirken. Flerstemmig musik (musik med flere samtidige stemmer) udviklede sig gradvist fra den enstemmige sang i den sene middelalder og videre ind i renæssancen, hvor særligt de mere komplekse vokale værker som moteter kom til. I den tidlige middelalder var den vokale musik, særligt inden for den liturgiske genre, næsten udelukkende enstemmig, og bestod af en enkelt, uledsaget melodilinje. Flerstemmige vokale former, hvor flere uafhængige melodilinjer blev sunget samtidig, begyndte at tage form i den højmiddelalderlige periode og blev udbredt i slutningen af 1200-tallet og begyndelsen af 1300-tallet. Blandt de mest markante komponister fra middelalderen kan nævnes Hildegard af Bingen, Léonin, Pérotin, Philippe de Vitry, Guillaume de Machaut, Francesco Landini og Johannes Ciconia.
En række musikinstrumenter fra middelalderen eksisterer stadig i dag, om end i ændrede former. Blandt de benyttede instrumenter var fløjten, blokfløjten og forskellige strengeinstrumenter som fx lutten. Derudover fandtes tidlige udgaver af orgelet og fidelen (også kaldet vielle). Instrumenter blev i middelalderens Europa oftest spillet alene, undertiden med en fast dronetone som ledsagelse, eller i visse tilfælde i små grupper. Fra mindst det 13. århundrede og op gennem 1400-tallet opstod der en inddeling af instrumenter i haut (høje, kraftige udendørsinstrumenter) og bas (mere afdæmpede og intime instrumenter). Mange instrumenter har deres oprindelse i østlige forløbere, som blev introduceret fra den islamiske verden i middelalderen. Eksempelvis stammer den arabiske rebab fra det område, og den regnes som stamfader til alle europæiske strengeinstrumenter med bue, herunder lyraen, rebec og violin.

#### Renæssance
Den musikalske renæssanceperiode strakte sig fra 1400 til 1600. Den kendetegnedes ved øget anvendelse af instrumentering, komplekse sammenvævninger af melodilinjer, samt en større brug af tidlige former for bassinstrumenter. Samfundsdans blev mere udbredt, hvilket førte til, at musikformer til akkompagnement af dans blev mere standardiserede. I denne periode tog musikteori og noder sin begyndende form gennem brugen af nodesystemer og andre elementer af musikalisk notation. Denne udvikling muliggjorde adskillelsen mellem kompositionen af et musikværk og dets videreformidling; uden skrevne noder var overlevering mundtlig og ændrede sig ofte fra person til person. Med nodeskrift blev det muligt at opføre musik uden at komponisten selv var til stede. Opfindelsen af bogtryk med bevægelige typer i det 15. århundrede fik stor betydning for både bevaring og spredning af musik.
En række instrumenter opstod i renæssancen, mens andre blev videreudviklinger eller forbedringer af ældre versioner. Nogle findes stadig i dag, mens andre gik i glemmebogen og senere er blevet genskabt for at kunne spille tidstro musik. Ligesom i dag kunne instrumenterne opdeles i messingblæsere, strengeinstrumenter, slagtøj og træblæsere. Blandt messingblæsere fandtes fx slidetrompeten, den træbaserede kornet, den ventilløse trompet samt sackbuten. Strengeinstrumenter omfattede violen, rebec, den harpelignende lyra, drejeliren, lutten, guitaren, cittern, bandoraen og orpharionen. Blandt tangentinstrumenter med strenge var cembaloet og klavikordet almindelige. Slagtøj talte bl.a. trianglen, mundharpen, tamburin, klokker, rumble-pot og forskellige typer trommer. Træblæsere omfattede den dobbeltrørige shawm (en tidlig obo), rørfløjte, sækkepibe, tværfløjte, blokfløjte, dulcian og crumhorn. Enkle former for pibeorgel fandtes og blev hovedsageligt anvendt i kirker, selvom der også fandtes transportable versioner. Trykkekunsten muliggjorde standardisering af både beskrivelser og specifikationer af instrumenter samt vejledning i, hvordan de skulle spilles.
Den vokale musik i renæssancen er kendt for sin stadigt mere udsmykkede flerstemmige stil. De vigtigste liturgiske musikformer, som bestod gennem hele perioden, var messer og moteter. Hen imod periodens afslutning begyndte komponister af kirkemusik i højere grad at tage verdslige former, såsom madrigal, i brug til hellige formål. Mod slutningen af renæssancen opstod de tidlige former for opera i skikkelse af monodi, madrigalkomedie og intermedio. Omkring 1597 skrev den italienske komponist Jacopo Peri værket Dafne, som regnes som den første opera nogensinde. Han komponerede også Euridice, den ældste opera som stadig eksisterer i dag.
Blandt de mest kendte komponister fra renæssancen kan nævnes Josquin des Prez, Giovanni Pierluigi da Palestrina, John Dunstaple, Johannes Ockeghem, Orlande de Lassus, Guillaume Du Fay, Gilles Binchois, Thomas Tallis, William Byrd, Giovanni Gabrieli, Carlo Gesualdo, John Dowland, Jacob Obrecht, Adrian Willaert, Jacques Arcadelt og Cipriano de Rore.

### Almindelig praksis-periode
Den såkaldte almindelig praksis-periode defineres oftest som den tidsperiode, hvor den klassiske tonalitet opstod og senere ophørte. Begrebet dækker typisk cirka to og et halvt århundrede og omfatter barokken, klassikken og romantikken.

#### Barok
Barokmusik er kendetegnet ved sin anvendelse af kompleks tonal kontrapunkt og brugen af basso continuo, en gennemgående basinstrumental linje. Musikken blev langt mere kompleks sammenlignet med de enkle melodier, der prægede tidligere perioder. De tidlige former for sonateform begyndte at tage form i canzonaen, ligesom idéen om tema og variation blev mere struktureret. Det tonale system med dur og mol blev fuldt udviklet som et middel til at håndtere dissonans og kromatik i musikken.
I barokperioden blev klavermusik spillet på cembalo og pibeorgel mere udbredt, og violinfamilien fik den form, vi kender i dag. Opera begyndte at udvikle sig som en selvstændig genre adskilt fra tidligere musikalske og dramatiske former, og vokale former som kantate og oratorium blev mere almindelige. For første gang begyndte sangere at tilføje udsmykninger til musikken.
Teorierne om ligesvævende stemning begyndte at blive mere udbredt, da det gav mulighed for større kromatisk fleksibilitet på klaviaturinstrumenter, som tidligere var vanskelige at stemme præcist. Selvom J.S. Bach ikke benyttede ligesvævende stemning direkte, muliggjorde overgangen fra det dengang almindelige midttonesystem til alternative stemninger hans Das wohltemperierte Klavier.
Barokinstrumenter omfattede både videreførte instrumenter fra tidligere perioder (fx drejeliren og blokfløjten) samt nye instrumenter som oboe, fagot, cello, kontrabas og fortepiano (en tidlig form for klaveret). Nogle ældre instrumenter faldt ud af brug, såsom shawm, cittern, rackett og den træbaserede kornet. Vigtige strengeinstrumenter i barokken inkluderede violin, viol, bratsch, viola d'amore, cello, kontrabas, lut, teorbe (ofte brugt til basso continuo), mandolin, barokguitar, harpe og drejelire. Blandt træblæsere fandtes barokfløjte, barokoboe, blokfløjte og fagot. Blæseinstrumenter af messing omfattede kornet, naturhorn, naturtrompet, serpent og basun. Tangentinstrumenter omfattede klavikord, tangentklaver, cembalo, pibeorgel og senere i perioden fortepiano. Slagtøjsinstrumenter talte blandt andet pauker, lilletromme, tamburin og kastagnetter.
En væsentlig forskel mellem barokmusik og den efterfølgende klassiske periode er, at barokensembler var langt mindre standardiserede. En barokbesætning kunne bestå af flere forskellige former for klaviaturinstrumenter (fx pibeorgel eller cembalo), samt yderligere akkordspillende strengeinstrumenter (fx lut), buestrenge, træblæsere og messingblæsere. Hertil kom en ikke-standardiseret samling af basinstrumenter, der udførte basso continuo (fx cello, kontrabas, bratsch, fagot, serpent m.fl.).
Vokale værker i barokperioden inkluderede samlinger som oratorier og kantater. Verdslig musik var mindre udbredt og bestod typisk kun af instrumentalmusik. Ligesom barokkunst, var temaerne generelt religiøse og rettet mod en katolsk kontekst.
Vigtige komponister fra denne periode inkluderer Johann Sebastian Bach, Antonio Vivaldi, Georg Friedrich Händel, Johann Pachelbel, Henry Purcell, Claudio Monteverdi, Barbara Strozzi, Domenico Scarlatti, Georg Philipp Telemann, Arcangelo Corelli, Alessandro Scarlatti, Jean-Philippe Rameau, Jean-Baptiste Lully og Heinrich Schütz.

#### Klassisk
Selvom begrebet "klassisk musik" ofte anvendes om al vestlig kunstmusik fra middelalderen til det 21. århundrede, refererer den klassiske periode specifikt til tiden fra omkring 1750’erne til begyndelsen af 1820’erne—altså perioden hvor komponister som Wolfgang Amadeus Mozart, Joseph Haydn og Ludwig van Beethoven var aktive.
Den klassiske periode markerede en afgørende fase i udviklingen af musikalske normer hvad angår komposition, fremførelse og stil, og det var også i denne tid, at klaveret blev det dominerende tangentinstrument. Orkestrets sammensætning begyndte at finde en vis standardisering (selvom udvidelser fandt sted i takt med at nye instrumenter blev udviklet). Kammermusikken blev udvidet til at inkludere større ensembler, særligt i værker som serenader med op til 8-10 musikere. Operaen udviklede sig fortsat, med tydelige nationale forskelle i f.eks. Italien, Frankrig og de tysktalende områder. En særlig form for komisk opera, kaldet opera buffa, blev populær. Symfonien etablerede sig som en selvstændig musikform, og koncerten blev et medium for teknisk virtuositet. Orkestre blev nu ofte ledet af førstefiolinisten (nu kendt som koncertmester), og cembaloet blev gradvist udfaset som ledende akkompagnementsinstrument.
Instrumenterne fra barokperioden fortsatte med at være i brug i det klassiske repertoire, herunder cello, kontrabas, blokfløjte, trombone, pauker, fortepiano (forløberen for det moderne klaver) og orgel. Nogle instrumenter fra barokken faldt dog ud af brug, f.eks. teorben og racketten. Mange barokinstrumenter blev videreudviklet og standardiseret i deres moderne form – som f.eks. barokviolinen, der blev til den nuværende violin, og barokoboen, som udviklede sig til oboen. Baroktrompeten blev også gradvist erstattet af den moderne ventiltrompet. De strygeinstrumenter, der anvendes i både orkestre og kammermusik – såsom strygekvartet – blev fastlagt som violin, bratsch, cello og kontrabas, som udgør den moderne strygersektion i orkestret. Tidligere strygeinstrumenter med bånd og buer, såsom violen, forsvandt fra brug. Blæseinstrumenterne inkluderede bassetklarinet, basset horn, klarinette d'amour, den klassiske klarinet, chalumeau, samt fløjte, obo og fagot. Tangentinstrumenter omfattede klavichord og fortepiano. Selvom cembalo stadig blev brugt til basso continuo i 1750’erne og 1760’erne, forsvandt det gradvist ud af repertoiret i slutningen af århundredet. Blandt messingblæserne fandtes buccin, ophicleide (som afløste den dybe serpent, forløberen for tubaen) samt naturhornet.
Træblæsere blev teknisk forbedret i den klassiske periode. Selvom instrumenter med dobbelt rørblad som obo og fagot allerede var udbredte i barokken, blev klarinetten og dens familie af enkelt rørbladede instrumenter først almindelige i denne periode – i høj grad takket være Mozarts udvidede brug af klarinetten i orkesterværker, kammermusik og koncerter.

#### Romantisk
Musikken fra den romantiske periode, der strækker sig fra begyndelsen af 1800-tallet til det tidlige 1900-tal, blev kendetegnet ved øget fokus på følelsesladede udtryk og lange, udfoldede melodier – i takt med romantikkens udvikling i litteratur og billedkunst. Musikalske former brød med klassiske strukturer, og friere kompositionsformer som nokturn, fantasier og præludier blev populære, hvor reglerne for temaudvikling og formmæssig opbygning blev sat i baggrunden. Musikken blev mere kromatisk, harmonisk dristig og varieret i tonefarve, og spændinger i forhold til de tidligere tonale normer blev mere udtalte. Genrer som kunstsang (eller Lied) nåede nye højder, og de monumentale grand operaer blev til sidst overgået i skala og ambition af Richard Wagners cyklus Nibelungens ring.
I løbet af 1800-tallet brød komponister og musikere i stigende grad med afhængigheden af aristokratiske mæcener, og de kunne i stedet opbygge deres egne karrierer som uafhængige kunstnere. Den voksende middelklasse i Vesteuropa skabte et marked for både undervisning, opførelse og bevarelse af musik. Klaveret, som opnåede sin moderne form i denne periode – blandt andet takket være industrielle fremskridt i metallurgi – blev et populært instrument i mange hjem, og efterspørgslen drev udviklingen hos klaverbyggere. Mange af de orkestre, der stadig eksisterer i dag, blev grundlagt i denne tid. Nogle musikere opnåede status som egentlige berømtheder – blandt dem både komponister og virtuoser som Franz Liszt og Niccolò Paganini.
Europæiske kulturelle strømninger spredte sig med koloniseringen til andre dele af verden. Mod slutningen af århundredet opstod en bølge af nationalromantik i musikken – ofte inspireret af samtidens politiske bevægelser. Komponister som Edvard Grieg, Nikolaj Rimskij-Korsakov og Antonín Dvořák integrerede deres hjemlandes folkemusik i deres værker.
Det moderne klaver, som havde en stærkere og længereklangende lyd end det tidligere fortepiano, blev standardinstrumentet i perioden. I orkestret forblev de klassiske instrumentfamilier (strygersektion, træblæsere, messing og slagtøj), men deres størrelse blev betydeligt udvidet for at opnå en rigere og mere kraftfuld klang. Et barokorkester kunne for eksempel have to kontrabasser, mens et romantisk orkester kunne have ti. ”Efterhånden som musikken blev mere følelsesladet, var det traditionelle orkesterklangbillede ikke længere tilstrækkeligt for mange romantiske komponister.”
Instrumentfamilierne i orkestret voksede i størrelse og variation, og i det tidlige 1900-tal nåede orkestrenes omfang et klimaks, særligt hos senromantiske og modernistiske komponister. Nye slagtøjsinstrumenter som xylofon, lilletromme, celesta (et klaviaturinstrument med klokkelignende lyd), klokker og triangel blev tilføjet, ligesom store harper og særlige lydeffekter som vindmaskine blev anvendt. Træblæsersektionen blev udvidet med kontrafagot, basklarinet og piccolofløjte. Messingblæsere spillede en større rolle, da opfindelsen af rotationsventiler gjorde dem mere alsidige. Orkestre, der tidligere havde omkring 40 musikere i den klassiske periode, voksede nu til over 100.  Gustav Mahlers Symfoni nr. 8 fra 1906 er et ekstremt eksempel – værket er blevet opført med over 150 musikere og kor med mere end 400 sangere. Saxofoner optræder i nogle værker fra slutningen af 1800-tallet, dog oftest som soloinstrumenter frem for en fast del af orkesteret.
Et særligt instrument fra perioden er Wagnertubaen, en videreudvikling af valdhornet, som blev skabt til Richard Wagners cyklus Nibelungens ring. Den fik også en fremtrædende rolle i Anton Bruckners Symfoni nr. 7 i E-dur og optræder desuden i værker af Richard Strauss, Béla Bartók og andre senromantikere. Kornetten blev almindelig i 1800-tallets orkestre, ofte anvendt parallelt med trompet, der dengang blev betragtet som mindre fleksibel, indtil sent i århundredet.
Fremtrædende komponister fra perioden inkluderer Ludwig van Beethoven, Pjotr Iljitj Tjajkovskij, Frédéric Chopin, Hector Berlioz, Franz Schubert, Robert Schumann, Felix Mendelssohn, Franz Liszt, Giuseppe Verdi, Richard Wagner, Johannes Brahms, Alexander Skrjabin, Nikolaj Medtner, Edvard Grieg og Johann Strauss d.y.. Gustav Mahler og Richard Strauss anses ofte som overgangsfigurer mellem romantik og modernisme.

### 20. og 21. århundrede
Omkring år 1900 var musikken præget af senromantik, med følelsesfulde melodier, komplekse harmonier og brede strukturer. Denne tid var domineret af komponister, der videreførte traditionen fra romantikken med storslåede symfonier og operaer – f.eks. Gustav Mahler og Richard Strauss. Samtidig kom komponister som Jean Sibelius og Ralph Vaughan Williams til at præge musikken med nationalromantiske toner og folkemusikalske elementer. Sergej Prokofjev begyndte i dette spor, men udviklede sig hurtigt mod en mere modernistisk stil. I Frankrig var impressionismen under udvikling med Claude Debussy som hovedfigur, og Maurice Ravel som en anden fremtrædende repræsentant.

## Modernistisk musik
Modernistisk klassisk musik omfatter en bred vifte af kompositionsstile, der kan karakteriseres som postromantiske, impressionistiske, ekspressionistiske og neoklassiske. Modernismen markerede en æra, hvor mange komponister afviste visse værdier fra den fælles praksisperiode, såsom traditionel tonalitet, melodi, instrumentering og struktur. Nogle musikhistorikere betragter musikalsk modernisme som en æra, der strækker sig fra omkring 1890 til 1930. Andre mener, at modernismen sluttede med en af de to verdenskrige. Yderligere autoriteter hævder, at modernismen ikke er knyttet til en bestemt historisk periode, men snarere er en "holdning" hos komponisten; en levende konstruktion, der kan udvikle sig med tiden. På trods af dens tilbagegang i den sidste tredjedel af det 20. århundrede forblev der ved slutningen af århundredet en aktiv kerne af komponister, der fortsatte med at fremme modernismens ideer og former, såsom Pierre Boulez, Pauline Oliveros, Toru Takemitsu, George Benjamin, Jacob Druckman, Brian Ferneyhough, George Perle, Wolfgang Rihm, Richard Wernick, Richard Wilson og Ralph Shapey.
To musikalske bevægelser, der var dominerende i denne periode, var den impressionistiske, der begyndte omkring 1890, og den ekspressionistiske, der startede omkring 1908. Det var en periode med forskellige reaktioner, der udfordrede og genfortolkede ældre musikalske kategorier, innovationer, der førte til nye måder at organisere og nærme sig harmoniske, melodiske, lydmæssige og rytmiske aspekter af musik, samt ændringer i æstetiske verdenssyn i tæt relation til den større identificerbare periode af modernisme i tidens kunst. Det operative ord, der oftest er forbundet med denne periode, er "innovation". Dens ledende træk er en "sproglig pluralitet", hvilket vil sige, at ingen enkelt musikgenre nogensinde indtog en dominerende position.
Orkestret fortsatte med at vokse i de tidlige år af den modernistiske æra og nåede sit højdepunkt i de første to årtier af det 20. århundrede. Saxofoner, der kun sjældent optrådte i det 19. århundrede, blev mere almindeligt brugt som supplerende instrumenter, men blev aldrig kerneinstrumenter i orkestret. Mens de kun optræder som fremhævede soloinstrumenter i nogle værker, for eksempel Maurice Ravels orkestrering af Modest Mussorgskys Billeder på en udstilling og Sergej Rachmaninovs Symfoniske Danse, er saxofonen inkluderet i andre værker såsom Sergej Prokofjevs Romeo og Julie Suiter 1 og 2 og mange andre værker som medlem af orkesterensemblet. I nogle kompositioner såsom Ravels Boléro bruges to eller flere saxofoner af forskellige størrelser til at skabe en hel sektion som de andre sektioner i orkestret. Euphoniumen er fremhævet i nogle få sene romantiske og 20. århundredes værker, hvor den normalt spiller dele markeret "tenor tuba", herunder Gustav Holsts Planeterne og Richard Strausss Ein Heldenleben.
Fremtrædende komponister fra det tidlige 20. århundrede inkluderer Igor Stravinsky, Claude Debussy, Sergej Rachmaninov, Sergej Prokofjev, Arnold Schoenberg, Nikos Skalkottas, Heitor Villa-Lobos, Karol Szymanowski, Anton Webern, Alban Berg, Cécile Chaminade, Paul Hindemith, Aram Khachaturian, George Gershwin, Amy Beach, Béla Bartók og Dmitrij Sjostakovitj, sammen med de førnævnte Mahler og Strauss som overgangsfigurer, der videreførte fra det 19. århundrede.

## Postmoderne/samtidige
Postmoderne musik er en periode inden for musik, der begyndte så tidligt som 1930 ifølge nogle autoriteter. Den deler karakteristika med postmodernistisk kunst – det vil sige kunst, der kommer efter og reagerer mod modernisme.
Nogle andre autoriteter har mere eller mindre sidestillet postmoderne musik med den "samtidige musik", der blev komponeret længe efter 1930, fra slutningen af det 20. århundrede og frem til begyndelsen af det 21. århundrede. Nogle af de forskellige bevægelser i den postmoderne/samtidige æra inkluderer den neoromantiske, neomiddelalderlige, minimalistiske og postminimalistiske.
Samtidig klassisk musik ved begyndelsen af det 21. århundrede blev ofte betragtet som omfattende alle musikformer efter 1945. En generation senere refererer dette udtryk nu korrekt til nutidens musik skrevet af komponister, der stadig er i live; musik, der blev fremtrædende i midten af 1970'erne. Det inkluderer forskellige variationer af modernistisk, postmoderne, neoromantisk og pluralistisk musik.

## Udførelse
Udførende der har studeret klassisk musik indgående siges at være "klassisk uddannede". Denne uddannelse kan komme fra private lektioner fra instrument- eller sanglærere eller fra gennemførelse af et formelt program tilbudt af et konservatorium, college eller universitet, såsom en Bachelor i Musik eller Master i Musik grad (som inkluderer individuelle lektioner fra professorer). I klassisk musik kræves der "...omfattende formel musikuddannelse og træning, ofte til postgraduate [Master's degree] niveau".Udførelse af klassisk musikrepertoire kræver færdigheder i nodelæsning og ensemblespil, harmoniske principper, stærk gehørstræning (for at korrigere og justere toner efter gehør), kendskab til opførelsespraksis (f.eks. barokke ornamenter) og en fortrolighed med den stil/musikalske idiom, der forventes for en given komponist eller musikværk (f.eks. en Brahms-symfoni eller en Mozart-koncert).[kilde mangler]
Det centrale kendetegn ved europæisk klassisk musik, der adskiller den fra populærmusik, folkemusik og nogle andre klassiske musiktraditioner såsom indisk klassisk musik, er, at repertoiret har tendens til at blive nedskrevet i noder, hvilket skaber en musikalsk del eller partitur.

## Kvinder i klassisk musik
Langt størstedelen af de komponister, der beskrives i musikhistoriske lærebøger om klassisk musik, og hvis værker regelmæssigt opføres som del af den klassiske koncertkanon, er mænd. Dette på trods af, at der gennem historien har været en stor mængde kvindelige komponister. Musikforskeren Marcia Citron har stillet spørgsmålet: "hvorfor er musik komponeret af kvinder så marginaliseret i den klassiske standardrepertoire?" Citron analyserer praksisser og holdninger, der har ført til, at kvindelige komponister er blevet udelukket fra den accepterede musikkens kanon. Hun påpeger, at kvindelige komponister i 1800-tallet typisk skrev lieder og mindre værker til salonsammenhænge i stedet for symfonier skrevet til opførelse med orkester i store koncertsale – og da symfonien blev betragtet som den mest betydningsfulde genre, blev kvinder anset som mindre vigtige komponister. I den "...Concise Oxford History of Music er Clara S[ch]umann en af de eneste kvindelige komponister, der nævnes." Abbey Philips skriver desuden, at "[i] løbet af det 20. århundrede fik kvinder, som komponerede og optrådte, langt mindre opmærksomhed end deres mandlige kolleger."
Historisk set har store professionelle orkestre næsten udelukkende bestået af mandlige musikere. Blandt de første tilfælde af kvinder ansat i professionelle orkestre var som harpister. Wienerfilharmonikerne accepterede eksempelvis ikke kvinder som faste medlemmer før 1997 – væsentligt senere end de øvrige orkestre, som i 2008 blev rangeret blandt verdens fem bedste af Gramophone. Det sidste store orkester, der ansatte en kvinde i en fast stilling, var Berlinerfilharmonikerne. Så sent som i februar 1996 udtalte solofløjtenisten i Wienerfilharmonikerne, Dieter Flury, til Westdeutscher Rundfunk, at kvinders optagelse ville være "et spil med den følelsesmæssige enhed (emotionelle Geschlossenheit), som dette ensemble i øjeblikket har". I april 1996 skrev orkestrets pressesekretær, at "det ville være problematisk at kompensere for forventede fraværsperioder" grundet barselsorlov.
I 2013 skrev Mother Jones, at selv om "mange prestigefyldte orkestre har en betydelig andel kvindelige musikere – kvinder udgør flertallet i New York Philharmonics violinsektion – og flere anerkendte ensembler, herunder National Symphony Orchestra, Detroit Symphony og Minnesota Orchestra, ledes af kvindelige violinister", så er sektionerne for kontrabas, messing og slagtøj stadig "overvejende mandlige". En artikel fra BBC i 2014 fremhævede, at "...indførelsen af ‘blinde’ prøvespil, hvor musikerens identitet skjules bag et forhæng for at eliminere køns- og racebias, har medført en gradvis forbedring i kønsbalancen i de traditionelt mandedominerede symfoniorkestre."

## Berømte klassiske komponister
De mest anderkendte navne inden for emnet klassiske komponister inkluderer:
- Bach
- Mozart
- Beethoven

### Citatkilder
1. 1 2 3 4  Owens 2008, § para. 1.
2. 1 2  Schulenberg 2000, s. 99.
3. 1 2 3  Schulenberg 2000, s. 100.
4. ↑  Schulenberg 2000, s. 100–101.
5. 1 2  Schulenberg 2000, s. 102–104.
6. 1 2  Schulenberg 2000, s. 104–105.
7. ↑  Schulenberg 2000, s. 110.
8. ↑  Schulenberg 2000, s. 113.
9. ↑  Owens 2008, § para. 2.
10. ↑  Owens 2008, § para. 7.
11. 1 2 3 4 5 6 7 8  Heartz 2001, § para. 1.
12. 1 2  Howatson, M. C. (2011). "classic". The Oxford Companion to Classical Literature. Oxford: Oxford University Press. ISBN 978-0-19-954854-5. Arkiveret fra originalen 7. december 2021. Hentet 7. maj 2025.
13. 1 2  Mignot, Claude (2017). "Classic".  I Cassin, Barbara (red.). Dictionary of Untranslatables: A Philosophical Lexicon. Princeton: Princeton University Press. ISBN 978-0-19-068116-6. Arkiveret fra originalen 7. december 2021. Hentet 7. maj 2025.
14. ↑  Cotgrave, Randle (1611). A Dictionarie of the French and English Tongues. London: Adam Islip.
15. 1 2 3 4 5 6  Heartz 2001, § para. 2.
16. ↑  Pauly 1988, s. 3.
17. ↑  Taruskin 2005, "Restoration".
18. ↑  Walkling, Andrew R. (februar 1996). "Masque and Politics at the Restoration Court: John Crowne's "Calisto"". Early Music. 24 (1): 27-62. doi:10.1093/earlyj/XXIV.1.27. JSTOR 3128449.
19. 1 2  McVeigh 2001, § para. 1–4.
20. ↑  Weber 1999, s. 345.
21. 1 2  Heartz 2001, "2. Tidligere 'klassicismer'": § para. 1.
22. 1 2 3  Heartz 2001, "1. Den wienske 'klassiske' idiom": § para. 1.
23. ↑  Schulenberg 2000, s. 110–111.
24. ↑  "classical (adj.)". Online etymologisk ordbog. Arkiveret fra originalen 17. november 2021. Hentet 8. maj 2025.
25. ↑  Pauly 1988, s. 6.
26. ↑  Salaman, Charles K. (1. april 1879). "Klassisk musik". The Musical Times and Singing Class Circular. 20 (434): 200-203. doi:10.2307/3355606. JSTOR 3355606. Arkiveret fra originalen 17. februar 2022. Hentet 8. maj 2025.
27. 1 2  "classical, adj. and n.: A9". OED Online. Oxford: Oxford University Press. Arkiveret fra originalen 17. februar 2022. Hentet 8. maj 2025.(abonnement nødvendigt)
28. ↑  Squire, W. B. (2004). "Danneley, John Feltham (døbt 1785, død mellem 1834 og 1836), forfatter om musik".  I Baker, Anne Pimlott (red.). Oxford Dictionary of National Biography. Revised by Anne Pimlott Baker. Oxford: Oxford University Press. doi:10.1093/ref:odnb/7129. ISBN 978-0-19-861412-8. Arkiveret fra originalen 4. juni 2018. Hentet 8. maj 2025. (abonnement eller britisk offentligt biblioteksmedlemskab kræves)
29. ↑  Danneley, John Feltham (1820). An Introduction to the Elementary Principles of Thorough Bass and Classical Music. Ipswich: R. Deck. OCLC 1047597428.
30. ↑  Kennedy, Michael (1994). "klassisk". Oxford Music Dictionary (Ny udgave). Oxford og New York: Oxford University Press. s. 178. ISBN 978-0-19-869162-4.
31. ↑  Pauly 1988, s. 2.
32. ↑  Nettl, Bruno (1995). Heartland Excursions: Etnomusikologiske refleksioner over musikkonservatorier. Champaign: University of Illinois Press. s. 3. ISBN 978-0-252-06468-5.
33. 1 2  Locke 2012, s. 320–322.
34. ↑  Taruskin 2005, "Introduktion: Historien om hvad?".
35. ↑  Burkholder, J. Peter (2009-2010). "Ændring af de historier vi fortæller: Repertoire, fortællinger, materiale, mål og strategier i undervisning i musikhistorie". College Music Symposium. 49/50: 120. JSTOR 41225238.{{cite journal}}:  CS1-vedligeholdelse: Dato-format (link)
36. 1 2  Locke 2012, s. 321.
37. ↑  Pauly 1988, s. 3–4.
38. 1 2 3  Grout 1973, s. 2.
39. 1 2  Grout 1973, s. 11.
40. ↑  Yudkin 1989, s. 20.
41. ↑  Grout 1973, s. 10–11.
42. ↑  Yudkin 1989, s. 27–28.
43. ↑  Yudkin 1989, s. 28–29.
44. ↑  Yudkin 1989, s. 25.
45. ↑  Fassler 2014, s. 28.
46. 1 2 3  Reese 1940, s. 4.
47. ↑  Fassler 2014, s. 20.
48. ↑  Grout 1973, s. 4.
49. ↑  Grout 1973, s. 4–5, 11.
50. ↑  Grout 1973, s. 28.
51. ↑  Grout 1973, s. 11, 22.
52. ↑  Grout 1973, s. 24.
53. ↑  Grout 1973, s. 5.
54. ↑  Grout 1973, s. 75.
55. ↑  Blanchard, Bonnie; Blanchard Acree, Cynthia (2009). Making Music and Having a Blast!: A Guide for All Music Students. Indiana University Press. s. 173. ISBN 978-0-253-00335-5. Arkiveret fra originalen 17 februar 2022. Hentet 8 maj 2025.
56. ↑  Guides, Rough (3 maj 2010). The Rough Guide to Classical Music. Rough Guides UK. ISBN 978-1-84836-677-0. Arkiveret fra originalen 17 februar 2022. Hentet 8 maj 2025 – via Google Books.
57. ↑  Hoppin 1978, s. 57.
58. ↑  Bowles 1954, 119 et passim.
59. ↑  Sachs, Curt (1940), The History of Musical Instruments, Dover Publications, s. 260, ISBN 978-0-486-45265-4
60. ↑  "rabab (musikinstrument)". Encyclopædia Britannica. Arkiveret fra originalen 17 december 2013. Hentet 8 maj 2025.
61. ↑  Encyclopædia Britannica (2009), lira, Encyclopædia Britannica Online, arkiveret fra originalen 1 august 2009, hentet 8 maj 2025
62. ↑  Grout 1973, s. 61.
63. ↑  Grout 1973, s. 75–76.
64. ↑  Grout 1973, s. 175–176.
65. ↑  Grout 1973, s. 72–74.
66. ↑  Grout 1973, s. 222–225.
67. 1 2  Kirgiss, Crystal (2004). Klassisk musik. Black Rabbit Books. s. 6. ISBN 978-1-58340-674-8.
68. ↑  Grout 1973, s. 300–32.
69. ↑  Grout 1973, s. 341–355.
70. ↑  Grout 1973, s. 378.
71. ↑  "Barok orkestermusik". BBC. Arkiveret fra originalen 7. juni 2019. Hentet 6. juni 2019.
72. ↑  "Kantate". Encyclopædia Britannica. Arkiveret fra originalen 7. maj 2025. Hentet 7. maj 2025.
73. ↑  "Oratorium". Encyclopædia Britannica. Arkiveret fra originalen 7. maj 2025. Hentet 7. maj 2025.
74. ↑  "Den hellige barok i den katolske verden". smarthistory. Hentet 7. maj 2025.
75. ↑  "Tidslinje for den klassiske periode". Timetoast tidslinjer (engelsk). 1. januar 1750. Hentet 8. maj 2025.
76. ↑  Grout 1973, s. 463.
77. ↑  Ward Kingdon, Martha (1. april 1947). "Mozart og klarinetten". Music & Letters. XXVIII (2): 126-153. doi:10.1093/ml/XXVIII.2.126. Arkiveret fra originalen 24. december 2019. Hentet 8. maj 2025.
78. ↑  Swafford 1992, s. 200.
79. 1 2 3  Swafford 1992, s. 201
80. ↑  Grout 1973, s. 595–612.
81. ↑  Grout 1973, s. 543.
82. ↑  Grout 1973, s. 634, 641–642.
83. ↑  "Romantisk musik: En begynderguide – Musikperioder". Classic FM. Arkiveret fra originalen 30. nov. 2015. Hentet 8. maj 2025.
84. ↑  Pitcher, John (jan. 2013). "Nashville Symfoni". American Record Guide. 76 (1): 8-10.
85. ↑  "Wagnertubaen". The Wagner Tuba. Arkiveret fra originalen 10. feb. 2014. Hentet 8. maj 2025.
86. ↑  Robert P. Morgan (1991). Twentieth-century Music: A History of Musical Style in Modern Europe and America. Norton. ISBN 9780393952728.
87. ↑  Eero Tarasti, 1979. Myth and Music: A Semiotic Approach to the Aesthetics of Myth in Music. Mouton, Haag.
88. 1 2  Károlyi 1994, s. 135
89. 1 2  Meyer 1994, s. 331–332
90. ↑  Albright 2004, s. 13.
91. ↑  McHard 2008, s. 14.
92. 1 2  Botstein 2001, §9.
93. ↑  Metzer 2009, s. 3.
94. ↑  Morgan 1984, s. 443.
95. ↑  Sullivan 1995, s. 217.
96. ↑  Beard & Gloag 2005, s. 142.
97. ↑  "Contemporary" i Du Noyer 2003, s. 272
98. ↑  "Job Guide – Klassisk Musiker". Inputyouth.co.uk. Arkiveret fra originalen 1. oktober 2015. Hentet 8. maj 2025.
99. 1 2  Citron, Marcia J. (1993). Gender and the Musical Canon. CUP Archive. ISBN 978-0-521-39292-1..[side mangler]
100. 1 2  Abbey Philips (1. sep. 2011). "Historien om kvinder og kønsroller i musik". Rvanews.com. Arkiveret fra originalen 1. okt. 2015. Hentet 8. maj 2025.
101. ↑  "Verdens bedste orkestre". gramophone.co.uk. 24. okt. 2012. Arkiveret fra originalen 4. dec. 2019. Hentet 8. maj 2025.
102. ↑  Jane Perlez, "Wienerfilharmonikerne lader kvinder deltage i harmoni" Arkiveret 25. juni 2017 hos  Wayback Machine, The New York Times, 28. feb. 1997
103. ↑  "Wieneroperaen udnævner første kvindelige koncertmester". France 24. 8. maj 2008. Arkiveret fra originalen 5. maj 2009.
104. ↑  James R. Oestreich, "Selv legender tilpasser sig tiden – også Wienerfilharmonikerne" Arkiveret 25. juni 2017 hos  Wayback Machine, The New York Times, 28. feb. 1998
105. ↑  James R. Oestreich, "Berlin i spotlyset: Kvindespørgsmålet" Arkiveret 19. nov. 2007 hos  Wayback Machine, Arts Beat, The New York Times, 16. nov. 2007
106. ↑  WDR 5, "Musikalisk misogyni", 13. feb. 1996, transskriberet af Regina Himmelbauer Arkiveret 22. dec. 2019 hos  Wayback Machine; oversættelse af William Osborne Arkiveret 18. juli 2021 hos  Wayback Machine
107. ↑  "Wienerfilharmonikernes svarbrev til Gen-Mus-listen". Osborne-conant.org. 25. feb. 1996. Arkiveret fra originalen 22. okt. 2018. Hentet 8. maj 2025.
108. ↑  Hannah Levintova. "Derfor ser man sjældent kvinder dirigere et symfoniorkester". Mother Jones. Arkiveret fra originalen 24. nov. 2015. Hentet 8. maj 2025.
109. ↑  Burton, Clemency (21. okt. 2014). "Kultur – Hvorfor er der så få kvindelige dirigenter?". BBC. Arkiveret fra originalen 23. nov. 2015. Hentet 8. maj 2025.

#### Bøger
- Albright, Daniel (2025). Modernisme og Musik: En Antologi af Kilder. Chicago: University of Chicago Press. ISBN 0-226-01267-0.
- Beard, David; Gloag, Kenneth (2025). Musikvidenskab: De Centrale Begreber. Londons: Routledge. ISBN 978-0-415-31692-7.
- Burkholder, J. Peter; Grout, Donald Jay; Palisca, Claude V. (2025). En Historie om Vestlig Musik (9. udgave udgave). New York: W. W. Norton & Company. ISBN 978-0-393-91829-8.
- Du Noyer, Paul, red. (2025). Den Illustrerede Musikleksikon: Fra Rock, Pop, Jazz, Blues og Hip-Hop til Klassisk, Folk, Verdensmusik og Mere. Londons: Flame Tree. ISBN 978-1-904041-70-2.
- Fassler, Margot (2025).  Frisch, Walter (red.). Musik i den Middelalderlige Vest. Vestlig Musik i Kontekst: En Norton Historie (1. udgave udgave). New York: W. W. Norton & Company. ISBN 978-0-393-92915-7.
- Grout, Donald Jay (2025). En Historie om Vestlig Musik. New York: W. W. Norton & Company. ISBN 978-0-393-09416-9.
- Hanning, Barbara Russano (2025) [1998]. Kort Historie om Vestlig Musik (2. udgave udgave). New York: W. W. Norton & Company. ISBN 0-393-97775-7.
- Hoppin, Richard (2025). Middelaldermusik. The Norton Introduktion til Musik Historie (1. udgave udgave). New York: W. W. Norton & Company. ISBN 978-0-393-09090-1.
- Károlyi, Ottó (2025). Moderne Britisk Musik: Den Anden Britiske Musikal Renaissance – Fra Elgar til P. Maxwell Davies. Madison: Fairleigh Dickinson University Press. ISBN 0-8386-3532-6.
- McHard, James L. (2025). Modern Musiks Fremtid: En Filosofisk Udforskning af Modernistisk Musik i det 20. århundrede og Fremad (3. udgave udgave). Livonia: Iconic Press. ISBN 978-0-9778195-1-5.
- Metzer, David Joel (2025). Musikalsk Modernisme ved det 21. Århundredes Begyndelse. Musik i det 20. Århundrede 26. Cambridge: Cambridge University Press. ISBN 978-0-521-51779-9.
- Meyer, Leonard B. (2025). Musik, Kunsten og Ideer: Mønstre og Forudsigelser i det 20. Århundredes Kultur (2. udgave udgave). Chicago: University of Chicago Press. ISBN 0-226-52143-5.
- Pauly, Reinhard G. (2025). Musik i den Klassiske Periode (1. udgave udgave). Englewood Cliffs: Prentice Hall.
- Reese, Gustave (2025). Musik i Middelalderen: Med en Introduktion til Musik fra Antikken. Lanham, Maryland: W. W. Norton & Company. ISBN 978-0-393-09750-4.
- Stolba, K Marie (2025). Vestlig Musiks Udvikling: En Historie (3. udgave udgave). New York: McGraw-Hill Companies. ISBN 0-697-29379-3.
- Sullivan, Henry W. (2025). The Beatles med Lacan: Rock 'n' Roll som Requiem for den Moderne Tid. Sociocriticism: Litteratur, Samfund og Historie Serie 4. New York: P. Lang. ISBN 0-8204-2183-9.
- Swafford, Jan (2025). Den Vintage Guide til Klassisk Musik. New York: Vintage Books. ISBN 978-0-679-72805-4.
- Taruskin, Richard (2025). Oxford Historie om Vestlig Musik. New York: Oxford University Press. ISBN 978-0-19-516979-9.
- Weber, William (2025). "Historien om Musikalsk Kanon" (PDF).  I Cook, Nicholas; Everist, Mark (red.). At Tænke Musik Igen. Oxford: Oxford University Press. s. 336-355. ISBN 978-0-19-879003-7.
- Yudkin, Jeremy (2025). Musik i Middelalderens Europa (1. udgave udgave). Upper Saddle River: Prentice Hall. ISBN 978-0-13-608192-0.

#### Tidsskrift og leksikonartikler
- Botstein, Leon (2025). "Modernisme". Grove Music Online. Oxford: Oxford University Press. doi:10.1093/gmo/9781561592630.article.40625. ISBN 978-1-56159-263-0. Skabelon:Grove Music abonnement
- Bowles, Edmund A. (2025). "Haut og Bas: Gruppéring af Musikalske Instrumenter i Middelalderen". Musica Disciplina. 8: 115-140. JSTOR 20531877.
- Gampel, Alan (2025). "Papyrologisk Bevis for Musikalsk Notation Fra det 6. til det 8. Århundrede". Musica Disciplina. 57: 5-50. JSTOR 24427165.
- Heartz, Daniel (2025). "Klassisk". Grove Music Online. Revideret af Bruce Alan Brown. Oxford: Oxford University Press. doi:10.1093/gmo/9781561592630.article.05889. ISBN 978-1-56159-263-0. Skabelon:Grove Music abonnement
- Locke, Ralph P. (2025). "Om Eksotisme, Vestlig Kunstmusik og de Ord, Vi Bruger". Archiv für Musikwissenschaft. 69 (H. 4): 318-328. doi:10.25162/afmw-2012-0028. JSTOR 23375158. S2CID 252447994.
- McVeigh, Simon (2025). "London (i)". Grove Music Online. Oxford: Oxford University Press. doi:10.1093/gmo/9781561592630.article.16904. ISBN 978-1-56159-263-0. Skabelon:Grove Music abonnement
- Morgan, Robert P. (2025). "Hemmelige Sprog: Rødderne af Musikalsk Modernisme". Critical Inquiry. 10 (3): 442-461. doi:10.1086/448257. JSTOR 1343302. S2CID 161937907.
- Schulenberg, David (2025). "Historien om Europæisk Kunstmusik".  I Rice, Timothy; Porter, James; Goertzen, Chris (red.). The Garland Encyclopedia of World Music: Europa. Abingdon-on-Thames: Routledge. s. 99-119. ISBN 0-8240-6034-2.
- Owens, Tom C. (2025). "Klassisk Musik".  I Stearns, Peter N. (red.). The Oxford Encyclopedia of the Modern World. Oxford: Oxford University Press. ISBN 978-0-19-517632-2.

## Yderligere læsning
- Schuller, Gunther (1989). The Swing Era: The Development of Jazz, 1930–1945. Oxford University Press.

- Schuller, Gunther (1968). Early Jazz: Its Roots and Musical Development. Oxford University Press.

- Monson, Ingrid (2005). The African Diaspora: A Musical Perspective. Routledge.

- Ellington, Duke (1993). The Duke Ellington Reader. Oxford University Press.

| Musik | Spire Denne musikartikel er en spire som bør udbygges. Du er velkommen til at hjælpe Wikipedia ved at udvide den. |